# Puente de vidrio de Zhangjiajie
El puente de vidrio de Zhangjiajie (también llamado puente de vidrio del gran cañón de Zhangjiajie) es un puente situado en Zhangjiajie, China, sobre la región de Wulingyuan. El puente, construido como atracción turística, tiene un piso de vidrio transparente. Es el puente con piso de vidrio más largo y alto del mundo. El puente, abierto al público el 20 de agosto de 2016, mide 430 metros de longitud total y 6 metros de anchura, y está suspendido a 260 metros sobre el suelo. El puente se extiende a lo largo del cañón entre dos acantilados montañosos en el parque forestal nacional de Zhangjiajie, en la provincia central de Hunan, en China. Está diseñado para transportar hasta 800 visitantes a la vez. El puente fue diseñado por el arquitecto israelí Haim Dotan.
Para construir el puente, los ingenieros levantaron 4 pilares de soporte en los bordes de las paredes del cañón. El puente está formado por una estructura de acero con más de 120 paneles de vidrio. Cada uno de estos paneles tiene 3 capas y es una losa de vidrio templado de 2 pulgadas de espesor. En la parte inferior del puente hay 3 columpios largos. También hay una disposición para hacer puenting de 870 pies. Este es considerado como el salto más alto del mundo.
Según el Comité de Administración del Puente, el puente ha batido diez récords mundiales en diseño y construcción.

## Cierre y reapertura
El 2 de septiembre de 2016, apenas 13 días después de la apertura del puente, las autoridades publicaron un aviso diciendo que estaban cerrando el puente debido al alto tráfico de visitantes. El puente, diseñado para albergar a 800 personas a la vez y al que se esperaba que llegaran unas ocho mil personas al día, habría atraído a más de 80 mil visitantes al día. Las autoridades indicaron que el gobierno decidió suspender las operaciones debido a la "urgencia de mejorar y actualizar" el atractivo, incluyendo sus estacionamientos, sistema de reservas y el servicio al cliente. El puente reabrió el 30 de septiembre de 2016.